# Вег, Майя
Майя Мартин Эльс Вег (род. 1 июня 2004, Педрегер, Коста-Бланка, Испания) — нидерландская автогонщица. В сезоне 2024 года будет выступать в Академии F1. Она является членом Ferrari Driver Academy и первой женщиной в истории Ferrari Driver Academy.

## Личная жизнь
Вег родилась на Коста Бланке, Испания в семье нидерландского отца и бельгийской матери. За свою карьеру выступала под флагами всех трёх стран.

## Карьера

### Картинг
Вег начала заниматься картингом, когда ей было семь лет. Она участвовала в нескольких национальных чемпионатах, таких как чемпионат Испании по картингу, где заняла второе место в классе Alevin в 2015 году. 2016 год стал первым годом для Вег на международной картинговой арене, где сразу же показала свой талант, выиграв финальный кубок WSK в категории 60 Mini, победив у будущего члена Ferrari Driver Academy Дино Бегановича. В следующие четыре года Вег продолжила соревноваться на международном картинговом этапе, участвуя как в чемпионате Европы по картингу CIK-FIA, так и в чемпионате мира по картингу; ее лучший результат в чемпионате Европы по картингу CIK-FIA — 17-е место в 2020 году.

### Младшие формулы

#### 2021 год
В сезоне 2021 года Вег дебютировала в Итальянской Формуле-4 за команду Iron Lynx Motorsport Lab в рамках их программы Iron Dames в связи с её членством в Ferrari Driver Academy. Выступав с итальянскими гонщиками Леонардо Форнароли и Пьетро Арманни, Вег завоевала три подиума, по одному в Поль Рикаре, Мизано и Валлелунге, однако упустила возможность набрать очки в основном чемпионате, таким образом заняв 35-е место в турнирной таблице. В интервью Вег заявила, что «[они] столько раз были так близки [чтобы набрать очки]», и сказала, что недостаток опыта мешал ей на протяжении всего сезона.

#### 2022 год
В сезоне 2022 года Вег осталась в команде Iron Dames вместе с Иваном Домингесом. Квалификационная сессия в смешанной погоде на первом этапе в Имоле позволила Вег стартовать третьей в обеих гонках в воскресенье, а после того, как набрала своё первое очко в первой гонке, в воскресенье финишировала шестой. На следующем этапе в Мизано Вег продолжила эту серию, набрав ещё больше очков, и, несмотря на массовую аварию в конце третьей гонки, она будет классифицирована восьмой из-за правила обратного отсчета. Вег заняла десятое место после следующего этапа в Спа-Франкоршам перед очередным финишем в первой десятке в Валлелунге. Набрав очки ещё в трёх гонках в течение оставшейся части сезона, Вег заняла 14-е место в чемпионате, на одну позицию опередив своего напарника по команде Домингеса.

#### Академия F1

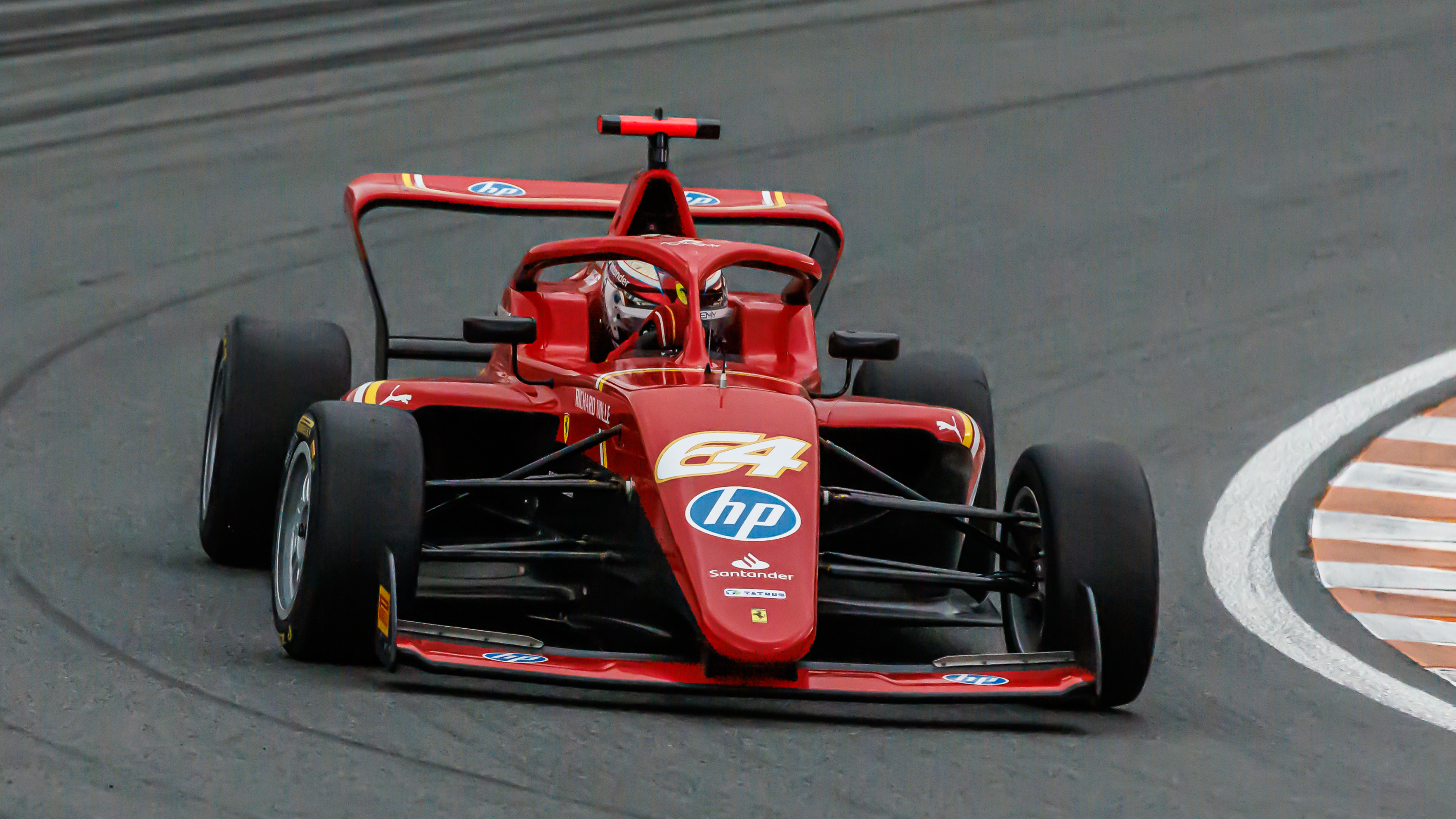
Майя Вег Академия F1 в сезоне года, на трассе Зандворт

Команда Prema Racing объявила о подписании контракта с Вег в Академии F1 и о том, что она будет представлять команду Ferrari в сезоне 2024 года.

### Региональный европейский чемпионат Формулы
Приняв участие в нескольких постсезонных тестах за команду KIC Motorsport, Вег перешла в Региональный европейский чемпионат Формулы, выступая за команду KIC Motorsport.

### Формула-3
Вег была выбрана для участия в однодневных тестах Формулы-3 в Маньи-Куре в ноябре 2021 года вместе с гонщицей Iron Dames Дориан Пин и гонщицами W Series Нереей Марти и Ириной Сидорковой.

### Формула-1
В октябре 2020 года Вег была номинирована как одна из двадцати гонщикц в возрасте от 12 до 16 лет для участия в программе «Девушки на трассе — восходящие звезды», организованной комитетом FIA по женщинам в автоспорте, с наградой за победителя серии место в Ferrari Driver Academy. Вег вышла в финальный этап отбора вместе с Дориан Пин, Джулией Аюб и Антонеллой Бассани, а 22 января 2021 года было объявлено, что Вег выиграла серию и присоединилась к Ferrari Driver Academy.

## Результаты выступлений
| Легенда к таблице |                                                                       |
| --- | --------------------------------------------------------------------- |
| В таблице перечислены результаты всех гонок, в которых принимала участие гонщица. Строками таблицы являются сезоны, столбцами — этапы серии. В каждой клетке указаны сокращённое название этапа и результат, дополнительно обозначенный цветом. Расшифровка обозначений и цветов представлена в нижеследующей таблице. |                                                                       |
| \| Пример \| Описание \| \| ------------ \| --------------------------------------------------------------------- \| \| 1 \| Победительница \| \| 2 \| Второе место \| \| 3 \| Третье место \| \| 5 \| Финишировала, заработав очки \| \| Сход \| Не финишировала, но при этом заработала очки \| \| 12 \| Финишировала, не получив очков \| \| НКЛ \| Финишировала, но не попала в финальную классификацию \| \| 15 \| Участвовала вне зачёта, либо по отдельной классификации \| \| 18 \| Не финишировала, но попал в финальную классификацию \| \| Сход \| Не финишировала \| \| НКВ \| Не прошла квалификацию \| \| НПКВ \| Не прошла предквалификацию \| \| ДСК \| Дисквалифицирована \| \| ИСК \| Исключена из протокола соревнований \| \| ТТ \| Участвовала только в тренировках \| \| НС \| Участвовала в квалификации, но не стартовала в гонке \| \| Т \| Травмирована или больна \| \| ОТК \| Отказ от участия \| \| НТР \| Прибыла на соревнования, но на трассу не выезжала \| \| НПР \| Была заявлена в числе участников, но не прибыла к началу соревнований \| \| О \| Соревнования отменены \| \| \| Не участвовала \| \| Поул-позиция \| \| \| Быстрый круг \| \| |                                                                       |
| Пример | Описание                                                              |
| 1 | Победительница                                                        |
| 2 | Второе место                                                          |
| 3 | Третье место                                                          |
| 5 | Финишировала, заработав очки                                          |
| Сход | Не финишировала, но при этом заработала очки                          |
| 12 | Финишировала, не получив очков                                        |
| НКЛ | Финишировала, но не попала в финальную классификацию                  |
| 15 | Участвовала вне зачёта, либо по отдельной классификации               |
| 18 | Не финишировала, но попал в финальную классификацию                   |
| Сход | Не финишировала                                                       |
| НКВ | Не прошла квалификацию                                                |
| НПКВ | Не прошла предквалификацию                                            |
| ДСК | Дисквалифицирована                                                    |
| ИСК | Исключена из протокола соревнований                                   |
| ТТ | Участвовала только в тренировках                                      |
| НС | Участвовала в квалификации, но не стартовала в гонке                  |
| Т | Травмирована или больна                                               |
| ОТК | Отказ от участия                                                      |
| НТР | Прибыла на соревнования, но на трассу не выезжала                     |
| НПР | Была заявлена в числе участников, но не прибыла к началу соревнований |
| О | Соревнования отменены                                                 |
| | Не участвовала                                                        |
| Поул-позиция |                                                                       |
| Быстрый круг |                                                                       |

### Сводная таблица
| Сезон | Серия                       | Команда        | Старты | Победы | Поулы | БК | Подиумы | Очки | Место |
| ----- | --------------------------- | -------------- | ------ | ------ | ----- | -- | ------- | ---- | ----- |
| 2021  | Итальянская Формула-4       | Iron Lynx      | 21     | 0      | 0     | 0  | 0       | 0    | 35    |
| 2021  | ADAC Формула-4              | Iron Lynx      | 6      | 0      | 0     | 0  | 0       | 0    | НКЛ   |
| 2022  | Итальянская Формула-4       | Iron Lynx      | 21     | 0      | 0     | 0  | 0       | 36   | 14    |
| 2022  | ADAC Формула-4              | Iron Lynx      | 6      | 0      | 0     | 0  | 0       | 0    | НКЛ   |
| 2023  | Региональная формула Европы | KIC Motorsport | 20     | 0      | 0     | 0  | 0       | 27   | 17    |
| 2024  | Академия F1                 | Prema Racing   | 14     | 1      | 0     | 1  | 8       | 177  | 3     |
| 2024  | Региональная формула Европы | KIC Motorsport | 2      | 0      | 0     | 0  | 0       | 0    | 29    |
| 2025  | Академия F1                 | MP Motorsport  | 5      | 1      | 1     | 0  | 4       | 64 * | 1 *   |

* — сезон продолжается

### Результаты выступлений в Академии F1
| Год        | Команда       | Шасси          | Двигатель                      | 1    | 1    | 2    | 2    | 3       | 3     | 4    | 4    | 5    | 5    | 6    | 6    | 7    | 7    | 7    | Место | Очки |
| 2024       | Prema Racing  | Tatuus F4-T421 | Autotecnica Motori 1.4 FT-J 4T | ДЖИ  | ДЖИ  | МАЙ  | МАЙ  | БАР     | БАР   | ЗАН  | ЗАН  | МАР  | МАР  | ЛУС  | ЛУС  | ЯСМ  | ЯСМ  | ЯСМ  | 3     | 177  |
| ---------- | ------------- | -------------- | ------------------------------ | ---- | ---- | ---- | ---- | ------- | ----- | ---- | ---- | ---- | ---- | ---- | ---- | ---- | ---- | ---- | ----- | ---- |
| 2024       | Prema Racing  | Tatuus F4-T421 | Autotecnica Motori 1.4 FT-J 4T | Г1 3 | Г2 2 | Г1 6 | Г2 5 | Г1 Сход | Г2 13 | Г1 3 | Г2 2 | Г1 2 | Г2 2 | Г1 3 | Г2 О | Г1 7 | Г2 5 | Г3 1 | 3     | 177  |
|            |               |                |                                | 1    | 1    | 2    | 2    | 3       | 3     | 4    | 4    | 4    | 5    | 5    | 6    | 6    | 7    | 7    |       |      |
| 2025       | MP Motorsport | Tatuus F4-T421 | Autotecnica Motori 1.4 FT-J 4T | ШАН  | ШАН  | ДЖИ  | ДЖИ  | МАЙ     | МАЙ   | МОН  | МОН  | МОН  | ЗАН  | ЗАН  | СИН  | СИН  | ЛАС  | ЛАС  | 1 *   | 64 * |
| 2025       | MP Motorsport | Tatuus F4-T421 | Autotecnica Motori 1.4 FT-J 4T | Г1 3 | Г2 2 | Г1 2 | Г2 1 | Г1 4    | Г2 О  | Г1   | Г2   | Г3   | Г1   | Г2   | Г1   | Г2   | Г1   | Г2   | 1 *   | 64 * |
| Источники: |               |                |                                |      |      |      |      |         |       |      |      |      |      |      |      |      |      |      |       |      |

* — сезон продолжается

### Комментарии
1. 1 2  Участвовала в соревнованиях по приглашению, поэтому ей не начислялись очки чемпионата.